# Ofiuco (astrologia)
L'Ofiuco è una costellazione attraversata dal percorso apparente del sole sulla sfera celeste (eclittica) che, nonostante sia considerata a tutti gli effetti una costellazione dello zodiaco dal punto di vista astronomico, non viene normalmente considerata una costellazione dello zodiaco in astrologia, ed è pertanto l'unica che non abbia dato un nome a un segno astrologico. È attraversato dal Sole all'incirca tra il 29 novembre ed il 18 dicembre.

## Storia
L'idea di introdurre l'Ofiuco come nuovo segno zodiacale si deve all'astrologo Stephen Schmidt nel 1970. Costruì uno zodiaco a 14 segni, per mantenerne il numero pari, includendo anche la Balena come segno, nonostante la costellazione associata a quest'ultimo non sia attraversata dall'eclittica. Successivamente, nel 1995, Walter Berg e Mark Yazaki proposero invece uno zodiaco con 13 segni, ed ottennero un diffuso consenso in Giappone, dove l'Ofiuco è noto come "portatore di serpente" (へびつかい座?, hebitsukai-za).
La costellazione dell'Ofiuco era già conosciuta dai Babilonesi, che diedero vita all’attuale assetto zodiacale di 12 segni. Nel loro schema (quello che usiamo oggi a 12 segni zodiacali) evitarono, per comodità, di far rientrare la tredicesima costellazione nello schema per facilitare gli studi astronomici.
Al fine di introdurre l'Ofiuco tra i segni zodiacali astrologici, e quindi nel classico oroscopo, si dovrebbe seguire la datazione astronomica J2000.0, e non più la datazione astrologica.

## Zodiaco con l'Ofiuco
Nello zodiaco con datazione astronomica la costellazione dell’Ofiuco inizia il 30 novembre e termina il 17 dicembre. Pertanto, rispetto allo zodiaco classico,  la data del Sagittario viene modificata e cadrebbe dal 18 dicembre al 18 gennaio, modificando conseguentemente le date degli altri segni zodiacali tra cui ci sono:
- Ariete - dal 19 aprile al 12 maggio;
- Toro - dal 13 maggio al 19 giugno;
- Gemelli - dal 20 giugno al 20 luglio;
- Cancro - dal 21 luglio al 9 agosto;
- Leone - dal 10 agosto al 15 settembre;
- Vergine - dal 16 settembre al 30 ottobre;
- Bilancia - dal 31 ottobre al 22 novembre;
- Scorpione - dal 23 novembre al 29 novembre;
- Ofiuco - dal 30 novembre al 17 dicembre;
- Sagittario - dal 18 dicembre al 18 gennaio;
- Capricorno - dal  19 gennaio al 4 febbraio
- Acquario - dal 5 febbraio al 9 marzo
- Pesci - dal 10 marzo al 18 aprile

## Caratteristiche e simbolo

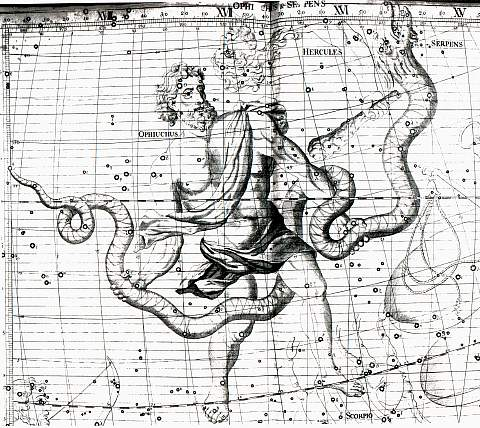
La costellazione dell'Ofiuco

L'Ofiuco non è ufficialmente associato a nessun elemento. Secondo l'astrologia, il segno assume le caratteristiche comuni ai segni dello  Scorpione e del Sagittario dal momento che il primo lo precede e il secondo lo segue. Le persone nate nella decade dell'Ofiuco hanno un carattere introverso e tendono ad essere disordinati nella propria vita privata, tuttavia sono anche ottimisti e provano interesse per le condizioni del prossimo.
Schmidt introdusse il suo simbolo per il segno dell'Ofiuco nel 1974. Era una rappresentazione stilizzata di un uomo che portava un serpente.
Nel 1995 anche Berg propose un simbolo per l'Ofiuco, che ebbe una relativamente ampia diffusione in Giappone.
Nel 2009 venne suggerita l'inclusione del simbolo nello standard Unicode come parte di un'estensione emoji. Il simbolo assomiglia a una lettera U con una tilde sovrapposta (u̴). È stato incluso nella sezione Miscellaneous Symbols a partire dalla versione 6.0 di Unicode (ottobre 2010): (U+26CE ⛎).